# Pseudotargionia inconspicua
Pseudotargionia inconspicua är en insektsart som beskrevs av Brimblecombe 1957. Pseudotargionia inconspicua ingår i släktet Pseudotargionia och familjen pansarsköldlöss. Inga underarter finns listade i Catalogue of Life.